# Municipio de Sumpter (Míchigan)
El municipio de Sumpter (en inglés, Sumpter Township) es un municipio del condado de Wayne, Míchigan, Estados Unidos. Tiene una población estimada, a mediados de 2024, de 11 269 habitantes.

## Geografía
Se localiza en las coordenadas 42°08′02″N 83°28′14″O / 42.13389, -83.47056 (42.13401, -83.470646). Según la Oficina del Censo, tiene una superficie total de 96.97 km², de los cuales 96.76 km² corresponden a tierra firme y 0.21 km² están cubiertos de agua.

## Demografía
Según el censo de 2020, en ese momento había 9660 personas residiendo en la zona. La densidad de población era de 99.8 hab./km². El 77.99 % de los habitantes eran blancos, el 11.39 % eran afroamericanos, el 0.50 % eran amerindios, el 0.36 % eran asiáticos, el 0.06 % eran isleños del Pacífico, el 1.02 % eran de otras razas y el 8.67 % eran de una mezcla de razas. Del total de la población, el 3.93 % eran hispanos o latinos de cualquier raza.